# Eldbjørg Raknes

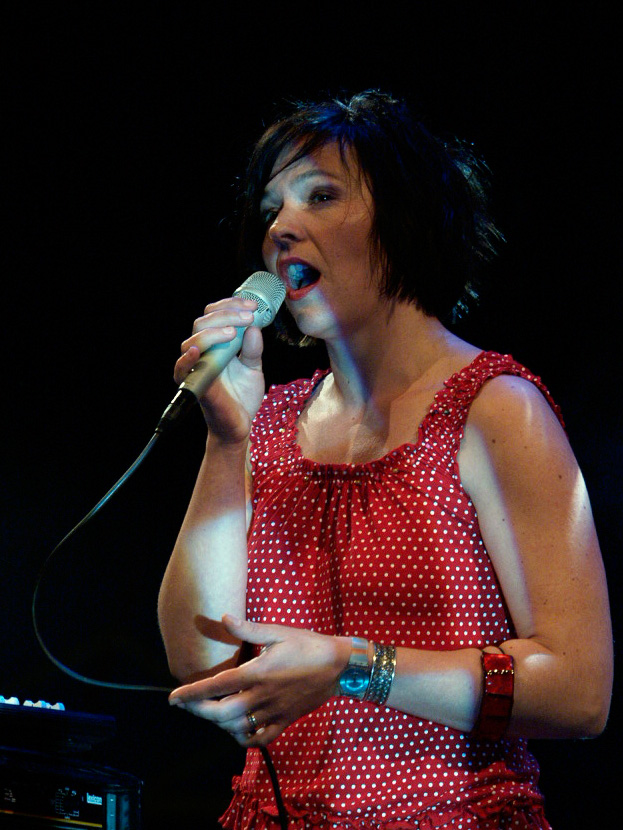
Eldbjørg Raknes (moers festival 2007)

Eldbjørg Raknes (* 9. Februar 1970 in Midsund) ist eine in Trondheim lebende norwegische Jazzsängerin und Komponistin. Sie ist weniger eine Interpretin bekannter Jazzstandards als eine experimentierfreudige Sängerin, die ihre Stimme als Instrument versteht und Gedichte in eigenen Kompositionen vertont. Mit dem Ziel musikalischer Erziehung schreibt sie auch viele Stücke für Kinder.

## Leben und Wirken
Eldbjørg Raknes studierte nach dem Besuch einer Theaterschule von 1990 bis 1994 am Musikkonservatorium in Trondheim Jazzgesang und Kompositionslehre. Bereits 1991 gab sie im Duo mit dem norwegischen Pianisten Christian Wallumrød auf dem Internationalen Jazzfestival in Molde ihr musikalisches Debüt. Noch im gleichen Jahr war sie Mitgründerin der A-cappella-Formation Kvitretten. 1992 gründete Raknes zusammen mit Wallumrød und dem Trompeter Arve Henriksen das Jazztrio Nutrio. Ihre Musik bestand bereits überwiegend aus Eigenkompositionen, häufig zu Texten der Schwedin Karin Boye oder der Amerikanerin Dorothy Parker. In den folgenden Jahren trat sie neben ihrem Studium bei verschiedenen Tourneen mit Kvitretten und Nutrio sowie lokal bei eigenen musikalischen Programmen für Kinder auf. 1995 wurde sie in Norwegen mit dem Preis für das beste Kinderlied ausgezeichnet.
1996 schloss sich Eldbjørg Raknes mit Sidsel Endresen und Elin Rosseland zu dem Gesangstrio ESE zusammen. Nach Auflösung von Nutrio gründete sie 1997 ihr eigenes Quartett TINGeLING. Ihre Mitstreiter dabei waren der Gitarrist und Bassist Nils Olav Johansen, der Schlagzeuger Per Odvar Johansen sowie die Pianistin und Keyboarderin Maria Kannegaard. Auf ihrer ersten CD TINGeLING vertonten sie Texte von Rudyard Kipling, Ernest Hemingway, Emily Dickens und Ronald D. Laing.
1999 veröffentlichte Raknes auf der CD Det bor en gammel baker... eine Sammlung vertonter Kinderverse von Inger Hagerup, mit denen sie schon in der Vergangenheit bei Veranstaltungen für Kinder aufgetreten war. Die CD ist in Norwegen ein großer Erfolg und wurde für einen Spellemannprisen, den norwegischen Grammy, nominiert. Seit 2000 ist Eldbjørg Raknes selbst Mutter; am 7. April wurde das Töchterchen Iris geboren.
Auf dem Jazzfestival in Trondheim trat Raknes 2002 zum ersten Mal mit einem kompletten Soloprogramm auf. Allein mit ihrer Stimme und elektronischen Hilfsmitteln wie z. B. einem Looper schuf sie eine improvisierte Vokalmusik mit und ohne Worte. In ähnlicher Form  musizierte sie seit 2004 bei verschiedenen Auftritten auch im Duo mit dem norwegischen Bassisten Anders Jormin, bekannt aus dem Bobo Stenson Trio.
In den Jahren 2004 und 2005 kamen zwei weitere CDs von ihr auf den Markt. Auf Många röster talar vereinigte sie noch unveröffentlichte Kompositionen zu Texten von Karin Boye; Små sanger mest i det blå ist eine weitere Aufnahme mit Musik für Kinder, die sie zu Texten von Torgeir Rebolledo Pedersen geschrieben hat. 2011 wurde sie mit dem Buddyprisen, dem wichtigsten Jazzpreis Norwegens, und dem Radka Toneff Minnepris ausgezeichnet. Ein Jahr später kam noch der norwegische Gammleng-Preis in der Rubrik Jazz hinzu.

## Diskografie

### Solo
- 1999 – Det bor en gammel baker...
- 2004 – Många röster talar
- 2005 – Små sanger mest i det blå
- 2013 – Open

### Mit Kvitretten
- 1996 – Voices
- 1999 – Everything turns
- 2002 – Kloden er en snurrebass som snurrer oss

### Mit ESE
- 1999 – Gack!

### Mit TINGeLING
- 1997 – TINGeLING
- 2002 – So much depends upon a red wheel barrow

### Als Gastmusikerin
- 1992 – En flik av – Bodega Band
- 1996 – Letters – Håvard Lund
- 1997 – Reisetid – Kjetil Bjørnstad
- 1997 – Vintersang – Odd Børretzen/Lars Martin Myhre
- 1998 – Hysj – Lars Martin Myhre
- 2000 – Hush – Lars Martin Myhre